# بنت الحتة (مسلسل)
بنت الحتة هو مسلسل درامي مصري. من إخراج يوسف مرزوق وتأليف محمود إسماعيل، بطولة عزت العلايلي وزهرة العلا وعبد الوارث عسر ونعمت مختار وعبد المنعم بسيوني وتوفيق الدقن.

## قصة المسلسل
تدور الأحداثه حول (إخلاص) الطالبة الجامعية التي يريد المعلم (زكي) الزواج منها، لكنها رفضت، فاستغل شقيقها (سليم) من أجل الوصول.

## طاقم العمل
- عزت العلايلي  (سليم)
- زهرة العلا  (إخلاص)
- عبد الوارث عسر  (المعلم جاد)
- نعمت مختار
- عبد المنعم بسيوني
- توفيق الدقن  (همبكة)
- محمد السبع  (من رجال المعلم)
- حسن حسني(ظابط شرطة)
- محمود فرج  (من رجال المعلم )
- أحمد أباظة (من رجال المعلم )
- حمدي أحمد  (زغلول، مسجون )
- عبد المنعم إسماعيل  (كركش \ بلطجي)
- جورج سيدهم  (عبد السميع كاتب المحامي)
- حافظ أمين  (طبيب /الحلقة 21)
- رأفت فهيم  (ضابط شرطة / الحلقة 23)
- بليغ حبشي (حميدة)
- أزهار شريف
- محمد عبد المطلب  (نفسه/ الحلقة الأخيرة)
- عزيزة حلمي  (ام عمر)
- عبد المحسن سليم  (اللبان)
- صلاح قابيل  (عمر)
- محمد السبع  (من رجال المعلم)
- عادل بدر الدين
- زينب نصار
- آمال شريف
- أزهار شريف
- محمود إسماعيل  (المعلم زكي/ سعادة البيه)
- مطاوع عويس
- زوزو نبيل (ام سليم واخلاص)